# Nova graba (Mraclin)
Nova graba naziv je za novo igralište NK Mraclina. To je mjesto prije izgradnje poligona bilo obraslo grmljem, no naporima tadašnje uprave kluba pod vodstvom Mladena Galekovića, Mladena Štubana i Marijana Vinetića, pretvoreno je u jedno od najljepših travnjaka na području Turopolja. Nova graba samo je dio cjelokupnog objekta koji je u vlasništvu NK Mraclina. Tu se još nalazi jedno pomoćno igralište, betonsko igralište za mali nogomet i košarku te dvije manje zgrade u kojima su svlačione i prostorije namijenjene održavanju sastanaka uprave kluba. Iako naziv graba nipošto ne odgovara današnjem izgledu terena, vodstvo kluba odlučilo ga je zadržati i na taj način očuvati tradiciju dugogodišnjeg igranja nogometa u naselju.

## Poveznice
- NK Mraclin
- Mraclin